# Mogens Olufsen Munk
Mogens Olufsen Munk, född omkring 1470, död 1558, var en dansk ädling, bror till Iver Munk och far till Oluf Munk.
Mogens Olufsen Munk blev 1521 landsdommer i Jylland och var 1522 en av huvudmännen i sammansvärjningen mot Kristian II. I januari 1523 sändes han till den gottorpske hertig Fredrik för att erbjuda honom kronan. Han besökte under vägen Kristian II i Vejle och berättas där ha kvarlämnat adelns uppsägelsebrev i en handske. Munk blev sedan riksråd och talade å den nye kungens vägnar vid hyllningen på Viborgs ting, där han verbalt attackerade Kristian II. Till följd av böndernas ovilja mot honom avlägsnades han 1531 från landsdommerämbetet, medverkade 1534 till Kristian III:s kungaval, var ånyo landsdommer till 1542 och tog avsked som riksråd 1544.